# Anazapta – Der schwarze Tod
Anazapta – Der schwarze Tod (Originaltitel: Anazapta) ist ein britischer Historienfilm aus dem Jahr 2002 mit Lena Headey in der Hauptrolle. Der Film thematisiert die große Pest-Pandemie Mitte des 14. Jahrhunderts. Dem Aberglauben jener Zeit entsprechend tritt dabei ein rachedurstiger Fremder als Personifizierung des Schwarzen Tods auf.

## Handlung
England im Jahr 1348: Lady Matilda de Mellerby wartet sehnsüchtig auf die Rückkehr ihres Gatten Sir Walter, der vor drei Jahren in den englisch-französischen Krieg zog. Von Sir Walters zurückgekehrtem Neffen Nicholas erfährt Matilda, dass ihr Ehemann in der Bretagne in Gefangenschaft geraten ist. Nicholas und seine Männer konnten jedoch den französischen Adligen Jacques de Saint Amant gefangen nehmen, den sie gegen Sir Walter austauschen wollen. Der Austausch der Gefangenen soll darüber hinaus genug Geld einbringen, mit dem Matilda Schulden beim Bischof begleichen kann. Besorgt um das Wohl ihres wertvollen Gefangenen, bringt ihn Matilda nicht im Kerker, sondern im Herrenhaus unter. Daraufhin bittet sie den Bischof, ihr zehn weitere Tage zur Begleichung ihrer Schulden zu gewähren. Sich seiner Macht bewusst, zeigt ihr der fettleibige Bischof seine Sammlung pornografischer Zeichnungen und gibt ihr zu verstehen, dass sie ihn nach Ablauf der zehn Tage in allen auf den Zeichnungen dargestellten Stellungen befriedigen müsse, sollte das Geld bis dahin nicht beschafft worden sein.
Als ihr der Bischof eine der obszönen Zeichnungen zukommen lässt und Matilda sie beschämt in einer Kiste verstaut, wird Nicholas neugierig und versucht an das Schriftstück in Matildas Schlafgemach heranzukommen. Nicholas versteckt sich auf dem Baldachin von Matildas Bett, als diese hereinkommt und die Zeichnung verbrennt. Am Abend holt der eingesperrte Jacques ein in seiner Hose verstecktes Amulett hervor und beginnt, geheimnisvolle Worte vor sich herzusprechen. Matilda beginnt daraufhin, im Bett an ihrem Keuschheitsgürtel zu nesteln. Als sie mit ihrer Hand unter den Gürtel fasst und sich selbst befriedigt, fällt plötzlich Nicholas tot auf ihr Bett. Ein Arzt untersucht ihn und findet neben geschwulstartigen Beulen das Wort „Anazapta“ eingeritzt auf dem Rücken des Toten. Aus Angst vor dem Schwarzen Tod werden alle Soldaten untersucht. Auch Jacques muss sich einer Untersuchung unterziehen. Dabei entdeckt der Arzt, dass Jacques auf der Brust mit einem Kreuz gebrandmarkt wurde, und erkennt in ihm ein Kind, das er vor vielen Jahren zur Welt brachte. Jacques’ Mutter war bei der Geburt gestorben. Der Arzt bittet Jacques daher um Vergebung, ehe er panikartig davonläuft.
In seiner Kammer nimmt Jacques erneut das Amulett zur Hand. Am nächsten Morgen trägt es Matilda um den Hals und sie erkennt es als Schmuckstück wieder, das einst Joan de Mellerby, der ersten und vor langer Zeit verstorbenen Frau ihres Gatten, gehörte. Jacques ist derweil spurlos aus seiner Kammer verschwunden. Matilda findet ihn in einem Waldstück wieder. Als er versucht sie zu küssen, weicht sie ihm aus und lässt ihn von Randall, dem Gefängniswärter, in seine Kammer zurückbringen. Der örtliche Priester hat unterdessen einen Brief aus der Bretagne erhalten und lässt Jacques zu sich bringen. Aus dem Brief des Compte de Fugiere geht hervor, dass der echte Jacques auf dem Schlachtfeld starb. Auf die Frage hin, wer er wirklich sei, fängt Jacques an, den Priester zu würgen. Wie sich herausstellt, war es ebendieser Priester, der ihn als Baby mit dem Brandmal versah. Er war es auch, der nach der Beichte Jacques’ Mutter, Joan de Mellerby, an Sir Walter verriet – denn Joan war ihrem Gatten untreu mit einem Mann namens Thomas Bassett.
Als die Leichen des Arztes und des Vogts gefunden werden und neben Beulen auf dem Rücken eingeritzte Buchstaben aufweisen, erkennt Matilda, dass die Todesfälle in Zusammenhang mit Joan de Mellerby stehen. Als sich der Priester vor den Dorfbewohnern reumütig vom Torhaus stürzt und Randall Jacques dafür verantwortlich macht, geht der Mob auf Jacques los. Er soll in einem Brunnen der Wasserfolter unterzogen werden. Matilda findet indes den Brief des Compte de Fugiere, in dem nun jedoch steht, dass der Austausch der Gefangenen vollzogen werden soll. Matilda eilt zum Brunnen, lässt Jacques herausholen und rettet ihm per Mund-zu-Mund-Beatmung das Leben. In der darauffolgenden Nacht gräbt Matilda Nicholas’ Leiche aus und liest auf seinem Rücken das Wort „Anazapta“. Von Bruder Wilfred, der nach dem Tod des Priesters mit anderen Mönchen eingetroffen ist, erhält Matilda den Hinweis, dass man „Anazapta“ einem Kranken ins Ohr flüstern müsse, damit er nichts Böses mehr fühlt. Von Bruder Ignatius, der einst ein Goldschmied war und das Amulett angefertigt hat, erfährt Matilda, dass Thomas Bassett es als Geschenk für Joan in Auftrag gegeben hatte. Nachdem Sir Walter Joan und Bassett in flagranti erwischt und Bassett gehängt hatte, versprach er jedem Mann einen Schilling, der mit seiner Frau schläft. Joan wurde anschließend in den Wald geschleift und von zahllosen Männern vergewaltigt.
Als der Bischof ins Dorf kommt, bittet ihn Matilda, die Heilige Messe abzuhalten, um die von den Todesfällen aufgebrachten Dorfbewohner zu beruhigen. Sie zeigt sich im Gegenzug bereit, ihm sexuell zur Verfügung zu stehen, gäbe es doch Wege einen Keuschheitsgürtel auch ohne Schlüssel zu öffnen. Im Auftrag des Bischofs versucht Randall derweil Jacques umzubringen, sieht dabei jedoch das Kreuz auf Jacques’ Brust und überlegt es sich anders. Wie sich herausstellt, hatte Randall Joan neun Monate lang bis zu Jacques’ Geburt versteckt. Als Sir Walter davon erfuhr, ließ er Randall zur Strafe die Nase abschneiden. Während der Messe warnt Randall Matilda, dass alle Beteiligten sterben werden, die das in Wein getauchte Brot aus der Hand des Bischofs zu sich nehmen – Jacques, der in seiner Kammer erneut beschwörende Worte vor sich herspricht, wolle auf diese Weise die Schändung und den Tod seiner Mutter rächen. Matilda verlässt eilig die Messe, sucht Jacques auf und sagt ihm, dass sie wisse, wer er sei. Jacques beginnt, sie zu küssen, und Matilda lässt ihn mit einem Messer ihren Keuschheitsgürtel öffnen. Während sie hingebungsvoll miteinander schlafen, trifft Sir Walter im Ort ein. Er konnte fliehen und findet nun die Dorfbewohner und den Bischof tot in den Straßen vor. Wie einst Joan ertappt er Matilda in flagranti mit Jacques. Dieser folgt Sir Walter in den Hof, wo er ihm die Narbe auf seiner Brust zeigt. Sir Walter, der das gebrandmarkte Baby einst höchstpersönlich umbrachte, will wissen, wer Jacques tatsächlich ist. Als er Jacques würgt, ersticht Matilda ihren Gatten mit einem Messer. Jacques verlässt daraufhin den Ort. Als er in einem anderen eintrifft, ruft ihn eine Frau „William“ – sein Gesicht ist nunmehr das eines anderen Mannes.

## Hintergrund

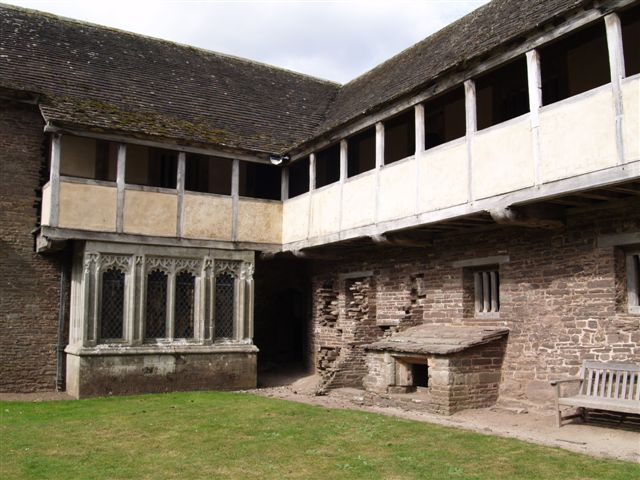
Tretower Court, der Hauptdrehort des Films

Gedreht wurde in den walisischen Grafschaften Brecknockshire, Powys und Monmouthshire, wo jeweils das Herrenhaus Tretower Court, Powis Castle und Caldicot Castle als Drehorte dienten.
Der Film wurde im Februar 2002 auf dem American Film Market erstmals der Öffentlichkeit präsentiert. In Deutschland wurde er zum ersten Mal am 26. Juli 2002 auf dem Fantasy Filmfest in München gezeigt. 2005 erschien er auf DVD.

## Kritiken
Das Lexikon des internationalen Films beschreibt den Film als „[f]insteres Historienabenteuer nach gängigen Vorbildern und Mythen“. Miles Fielder von Empire bezeichnete ihn als „düsteren und schmutzigen Mittelalter-Krimi“, der „wie eine Mischung aus Der Name der Rose und Die Wiederkehr des Martin Guerre“ daherkomme. Die Aufmachung sei „durchaus faszinierend“, doch die „konfuse Geschichte“ brauche ewig, „ehe sie das wenig überzeugende Ende erreicht“.
TimeOut London zufolge sei schwer zu sagen, „was sich die Macher dieses britischen Low-Budget-Films mit all den Plünderungen, Pusteln und Lena Headey in einem Keuschheitsgürtel dachten“. Das „vor Schlamm strotzende Rache-Drama“ wirke zwar nicht wie ein Exploitationfilm, sei „aber bei weitem nicht aufwändig genug, um als etwas anderes durchzugehen“.